# Moderato Wisintainer
Moderato Wisintainer vagy Visintainer, a jegyzőkönyvekben egyszerűen csak Moderato, (Alegrete, 1902. július 14. – Pelotas, 1986. január 31.) brazil labdarúgócsatár.